# Кропивенське городище
Кропивенське городище — багатошарова пам'ятка археології, що займає високий мис правого берега річки Корінь на північно-західній околиці села Кропивне Шебекинського району Білгородської області Росії. Місцеві жителі називають його Турецькою фортецею.

## Історія дослідження
Городище вперше описано на початку XX століття. 1962 року пам'ятка була обстежена С. О. Плетньовою. Вчена визнала, що в XII—XIII століттях поселення відносилося до Курського уділу Чернігівської землі. На той час місцева кераміка виготовлялася на ручному гончарному колі, характеризуючись тонкими стінками сірого та жовтого кольорів. Керамічний імпорт представлений амфорами. У 1990 році археолог О. Г. Дяченко виявив тут металургійні шлаки, шматки кричного заліза, уламки жорнів, рибальських грузил та інших виробів. На теренах пам'ятки зустрілися шиферні пряслиця та фрагменти скляних браслетів. У 1995 та 2003 роках О. Г. Дяченко виробляв тут невеликі розкопки, виявивши матеріали ранньозалізної доби та Середньовіччя, а також сліди споруд Нового часу. У котлованах давньоруських напівземлянок він виявив залишки глинобитної печі, уламки керамічних горщиків та ножів. У 2004 році поселення «Кропивне — 2», що примикає до городища, обстежила Т. В. Сарапулкіна. З 2021 року культурні напластування пам'ятки вивчаються археологом А. О. Божком, який виявив матеріали золотоординського часу.

## Опис пам'ятки
Кропивенське городище складається з двох частин — дитинця та окольного граду. Його оточують посади та могильники . Археологічний комплекс містить у собі залишки кількох археологічних культур — від лісостепової (зольничної) культури скіфського часу до давньоруської. Приблизно в IX—X століттях нашої ери на майданчику городища оселилися сіверяни, пізніше витіснені кочівниками — печенігами та половцями. У XII столітті Кропивенське городище освоюється руссю. Так на річці Корінь виникло провінційне давньоруське місто, що мало гарний природний захист. Його населення займалося ремеслами та торгівлею, підтримуючи зв'язки з Подніпров'ям, Кавказом, Візантією та Польщею. Багато жителів міста володіли грамотою.
Після монгольської навали місто опинилося під владою Золотої Орди і відчутно запустіло (зменшилася площа забудови). Жителі остаточно залишили його в XV столітті через збільшену небезпеку татарських набігів і згасання торгових шляхів, що проходять через регіон.

## Співвідношення з історичними містами
О. Г. Дяченко припустив, що у творах арабського географа Ідрісі місто згадувалося як Бусара чи Харада. У XII столітті воно виконувало ті ж функції, що і Бєлгород п'ятьма століттями пізніше. Археолог Б. О. Рибаков співвідносив ці назви з містами Салтов і Сугров. Однак, згідно з дослідженнями сходознавки І. Г. Коновалової, локалізація Бусари (Бус.да/Нусида/Бунида/Бусида) та Харади/Саради (Х.рада/Х.т.рада/Х.т.рара/Бу'рада/Буг.рада/Бух.рава) у басейні Сіверського Дінця не відповідає сучасному рівню наукових знань.
За іншою версією, Кропивенське городище являє собою залишки середньовічного міста Мілолюбль, що входило в Яголдайову тьму. Найраніша згадка цієї назви міститься в «Списку міст Свидригайла» 1432 року (лат. «Milolubl»), найпізніша — у дипломатичному листуванні 1541 року (рус. «Милюбовъ из земълѧми и водами»). Округа покинутого міста (рос. «на реке на Донце волость Милолюбская, Донецкая тож») спочатку зараховувалася до Путивльського повіту, а в кінці XVI століття увійшла до складу Білгородського повіту.

## Сучасність
Пам'ятка постраждала у ході видобутку крейди і внаслідок пограбування чорними копачами. Сьогодні Кропивенське городище вважається об'єктом історико-культурної спадщини, включене до Державного реєстру та знаходиться під захистом закону.